# Order Księżnej Olgi
Order Księżnej Olgi (ukr. Орден княгині Ольги, Orden kniahyni Olhy) – order kobiecy, ukraińskie odznaczenie państwowe ustanowione 15 sierpnia 1997.
Nadawany jest w trzech klasach za wybitne zasługi w działalności państwowej, produkcyjnej, publicznej, naukowej, oświatowej, kulturalnej, filantropijnej oraz innych sektorach działalności społecznej i wychowaniu dzieci w rodzinie.
| Insygnia orderu | Insygnia orderu | Insygnia orderu | Insygnia orderu |
|                 | I Klasa         | II Klasa        | III Klasa       |
| --------------- | --------------- | --------------- | --------------- |
| odznaka         |                 |                 |                 |
| baretka         |                 |                 |                 |